# Демократический революционный фронт освобождения Арабистана
Демократический революционный фронт освобождения Арабистана (ДРФОА) (араб. الجبهة الديمقراطية الثورية لتحرير عربستان‎) — иранская арабская боевая группировка, основанная в 1979 году и наиболее известная благодаря захвату иранского посольства в Лондоне. Лидером был арабский националист Оан Али Мохаммед, убитый во время штурма британским спецназом SAS.

## История
ДРФОА заявлял, что принимал участие в Исламской революции 1979 года, на стороне аятоллы Рухоллы Хомейни, которая свергла шаха Мохаммеда Реза Пехлеви, положив конец тысячелетней персидской монархии. Однако вскоре после революции организация начала восстание в Хузестане. В 1980 году боевики ДРФОА захватили посольство Ирана в Лондоне и взяли 26 человек в заложники, угрожая казнить их, если Великобритания не добьется освобождения 91 араба, заключенного в различные иранские тюрьмы. Они также потребовали, чтобы все дипломатические представители арабских государств в Лондоне выступили посредниками от их имени в переговорах с британским правительством. Премьер-министр Великобритании Маргарет Тэтчер в ответ разрешила операцию «Нимрод» по освобождению заложников. После того, как переговоры с арабскими боевиками зашли в тупик, Особая воздушная служба штурмовала здание и убила лидера ДРФОА Оана Али Мохаммеда вместе со всеми боевиками, кроме одного, при этом сами спецназовцы не пострадали. После этого инцидента ДРФОА не принимал участия в каких-либо крупных атаках боевиков и оставался в основном бездействующим до иракского вторжения в Иран, где они встали на сторону Ирака как открытой воюющей стороны в последовавшей ирано-иракской войне. Группа прекратила свое существование с 1980 года, а её духовным преемником стало Арабское движение борьбы за освобождение Ахваза (АДБОА).